# Гаунеталь
Гаунеталь (нім. Haunetal) — сільська громада в Німеччині, знаходиться в землі Гессен. Підпорядковується адміністративному округу Кассель. Входить до складу району Герсфельд-Ротенбург.
Площа — 54,91 км2. Населення становить 2938 ос. (станом на 31 грудня 2020).